# Star Trek: Preludio a Axanar
Preludio a Axanar (título provisional: Star Trek: Preludio a Axanar y título largo: los cuatro años de la guerra de la Parte III: Preludio a Axanar) es una producción cinematográfica estadounidense del año 2014 de tipo cortometraje, dirigida por Christian Gossett y escrita por Christian Gossett y Alec Peters. Financiado a través de una campaña de tipo Kickstarter, la producción buscó $ 10,000 en fondos, pero consiguió $ 101.000. Tuvo su debut público el 26 de julio de 2014 en el San Diego Comic-Con.
Situada en el universo Star Trek, las estrellas de cine Kate Vernon, Tony Todd, Richard Hatch, Gary Graham, y JG Hertzler, en una película de estilo documental relatando los acontecimientos que rodearon la Batalla de Axanar, un enfrentamiento importante entre la Federación y los klingon.

## Producción
Alec Peters comenzó a trabajar en la serie de Axanar en 2010. Los estudios de la Paramount, que es dueño de la franquicia de Star Trek, que tradicionalmente permite a los proyectos hechos por fanes para avanzar sólo "siempre y cuando se comprometan a no vender cualquier cosa, incluyendo entradas, la mercancía, o copias de la película terminada o serie". Estas limitaciones hacen de la financiación de una película fan de calidad algo difícil, por lo que Peters volvió al Kickstarter y una campaña de financiación viral que finalmente superó su objetivo de financiación inicial de diez mil dólares más de diez veces elevando la cantidad hasta $ 101.000.
La campaña de Kickstarter recaudado más de esta cantidad el 31 de marzo de 2014, y la propia película se rodó en dos días. moldeada incluye a Richard Hatch y JG Hertzler en los roles principales, con Gary Graham retomando su papel como el embajador vulcano Soval. El propósito de la película era mostrar que las películas de alta calidad Star Trek se pueden hacer con un bajo presupuesto. de la película de efectos visuales fueron hechos por Tobias Richter y Tommy Kraft, el maquillaje era de parte de Kevin Haney, y el diseño de sonido fue hecho por Frank Serafine.

## Argumento
La película se presenta como un episodio documental de la Federación referente a la guerra de cuatro años con el Imperio Klingon, narrado por el notable historiador John Gill (quien apareció en "Los patrones de la Fuerza") y las entrevistas que ofrecen de participantes reales en ambos lados. Se inicia en la fecha estelar 2241.03, dos décadas antes de que la serie original, con la primera batalla de la guerra en Arcanis IV, una próspera colonia de la Federación a lo largo de la frontera klingon. El Imperio klingon, que no consideran a la Federación para ser un digno adversario, mantuvo la iniciativa durante los primeros seis meses de la guerra, con una serie de victorias bajo el liderazgo de su comandante supremo, Kharn. La delegación diplomática Vulcana bajo Embajador Soval (que apareció en Star Trek: Enterprise), la supervisión de las negociaciones con los klingon, se quedan con poco margen de maniobra.
En respuesta a las pérdidas sufridas en la guerra, la Flota Estelar nombra a un nuevo comandante en jefe, el almirante Marco Ramírez, quien se compromete en una emisión en toda la flota para defender "el sueño de la Federación" contra el compromiso de los klingon a su destrucción. Ramírez supervisa la creación de los  cruceros-Clase Ares, los primeros buques de guerra de la Flota Estelar, para contrarrestar los pilares de los klingon ", el crucero de batalla D6. La introducción de los Ares vuelve la marea contra los klingon, que comienzan a ceder terreno a la Flota Estelar y les corresponden con un lugar como un digno oponente, y en particular tomar nota de Garth de Izar (quien apareció en "A quien los dioses Destruyeron"), el capitán del prototipo USS Ares .
Para contrarrestar los cruceros Ares, los klingon piden la construcción de un crucero de batalla más nuevo y más avanzado, el D7, que restauraría la ventaja técnica y militar de los klingon. En respuesta, la Flota Estelar comienza a desarrollar su propio crucero pesado de última generación, el Clase-Constitución, pero la construcción llega tarde. Para ganar más tiempo para terminar su nuevo crucero pesado, la Flota Estelar aprueba un plan propuesto por Garth para luchar contra los klingon en Axanar, el planeta donde los espías de Khârn han informado de que los prototipos Clase-Constitución (revelando ser la Constitución y la Enterprise) se están construyendo. La película termina en la fecha estelar 2245.1, justo antes de la batalla de Axanar, cuando los tres primeros D7s entran en la guerra.

## Reparto
- Richard Hatch como Kharn (aka Kharn los Eternos), Señor de la Guerra y Klingon Supremo, de cuatro años de guerra
- Tony Todd como el almirante Marco Ramírez, Comandante en Jefe de la Flota Estelar, cuatro años de guerra
- Kate Vernon como capitán Sonya Alexander, el capitán del USS Ajax, cuatro años de guerra
- JG Hertzler como almirante Samuel Travis, el capitán USS Hércules, de cuatro años de guerra
- Gary Graham como Soval, Vulcano embajador de la Federación
- Alec Peters como el Capitán Kelvar Garth, de cuatro años de guerra

## Recepción
Blastr elogió los esfuerzos de Christian Gossett y Alec Peters por su diligencia en conseguir que "Star Trek estuviera de vuelta a sus raíces al reunir en una película que nos muestra lo que realmente ocurrió durante los cuatro años en que la Federación y el Imperio Klingon estuvieron cara a cara "por la expansión" Es fenomenal para ver un esfuerzo intrépido para gestionar y agarrar completamente esta narrativa audaz por los cuernos y reunir un verdadero elenco de actores de ciencia ficción increíbles mientras lo hacen."
RogerEbert.com habló durante una entrevista privada de la película merecía una alfombra roja para la proyección en el Horton Plaza UA Cinema antes de su debut en la Comic-Con de San Diego, y ofreció que la participación del conocido talento interpretativo dedicado al género y al Preludio a Axanar podría aumentar la influencia fan de Star Trek en tales eventos. A modo de ejemplo, la inclusión de la película de Richard Hatch de la serie original de televisión Battlestar Galactica tendría el "fan-verso" de las dos series de colisionar de manera positiva.
Houston Press llamó un ejemplo funcional de "demostración de concepto", e instó a los fanes de Star Trek para ver la película. Elogiaron el elenco, escribiendo "actores (Richard Hatch, Tony Todd, etc.) tienen unas chuletas graves", y señaló que los efectos visuales de la película "son impresionantes".
La Revista Home Media comparte "valores de la película de alta producción, efectos especiales de calidad cinematográfica y la participación de actores de la canónica Star Trek serie elevando el estado del Preludio a Axanar más allá del estado de una mera película de fans."
El Autor David Gerrold, escritor de El problema con Tribbles y colaborador tanto del original de la Star Trek serie y Star Trek: La Nueva Generación, después de leer el guion Axanar por primera vez, declaró: "Este es Star Trek." Marca el concepto tanto, y está siendo tan personal que me he familiarizado con el universo de Star Trek, afirmó como consultor creativo.
Guardián de Liberty Voice escribió "La actuación es excelente, incluyendo las actuaciones atractivas de Gary Graham como un embajador de Vulcano, Richard Hatch como el Klingon-dulce eyed general Kharn y Kate magnética Vernon como la Flota Estelar capitán Sonya Alexander", y elogió la película, escribiendo " Preludio a Axanar es de la más alta calidad de producción al estilo de Hollywood y una visita obligada para cualquier devoto de la franquicia ".

Entertainment News International llegó a la conclusión de que "Axanar es una innovadora película independiente que confirma la idea de que un estudio no tiene que gastar millones de dólares para producir una característica producción de calidad. Axanar será el primer no-CBS / Paramount producción Star Trek para verse y sentirse como una verdadera película de Star Trek ".

## Lanzamiento
El rreludio a Axanar fue lanzado en un teaser-tráiler de tres minutos el 11 de junio de 2014. La película corta de 21 minutos fue completada y tenía una alfombra roja para su estreno privado el 26 de julio de 2014 en San Diego en el Horton Plaza UA Cinema y su proyección debut público en el 2014 Comic-Con. Disponible a través de la Axanar Producciones YouTube página, el Preludio a Axanar película está actualmente disponible con subtítulos en ocho idiomas: Español, Francés, alemán, holandés, checo y portugués, así igual que ambos Inglés americano y británico.

## Largometraje Planeado
El aumento de dinero hasta $ 638,000 en Kickstarter a través de la creación y lanzamiento del Preludio a Axanar, Peters entró en preproducción de la película Star Trek: Axanar, con una producción programada para comenzar en octubre de 2015,. Para una pronta liberación en 2016 El plan original era aumentar la financiación "en segmentos", con la inicial de Kickstarter para recaudar el dinero suficiente para obtener un almacén, lo convierten en un escenario de sonido y crean conjuntos. Aproximadamente $ 200.000 de la financiación sucedió en la final de 49 horas de la campaña , después de que George Takei compartió su interés público, con lo que la producción de más de seis veces la cantidad solicitada originalmente de $ 100.000. el elenco Anunciado incluye a:
- Alec Peters como el Capitán Kelvar Garth, oficial al mando del USS Ares NCC-1650
- Richard Hatch como Kharn los Eternos, Klingon comandante supremo
- JG Hertzler como capitán Samuel Travis, el capitán del USS Hércules
- Gary Graham como Soval, Vulcan embajador de la Federación
- Kate Vernon como capitán Sonya Alexander, el capitán del USS Ajax
- Tony Todd como almirante Marco Ramírez, Comandante en Jefe de la Flota Estelar
- Garrett Wang como el capitán del primer crucero Klingon D-7[18]